# گفتارهای ماکیاولی

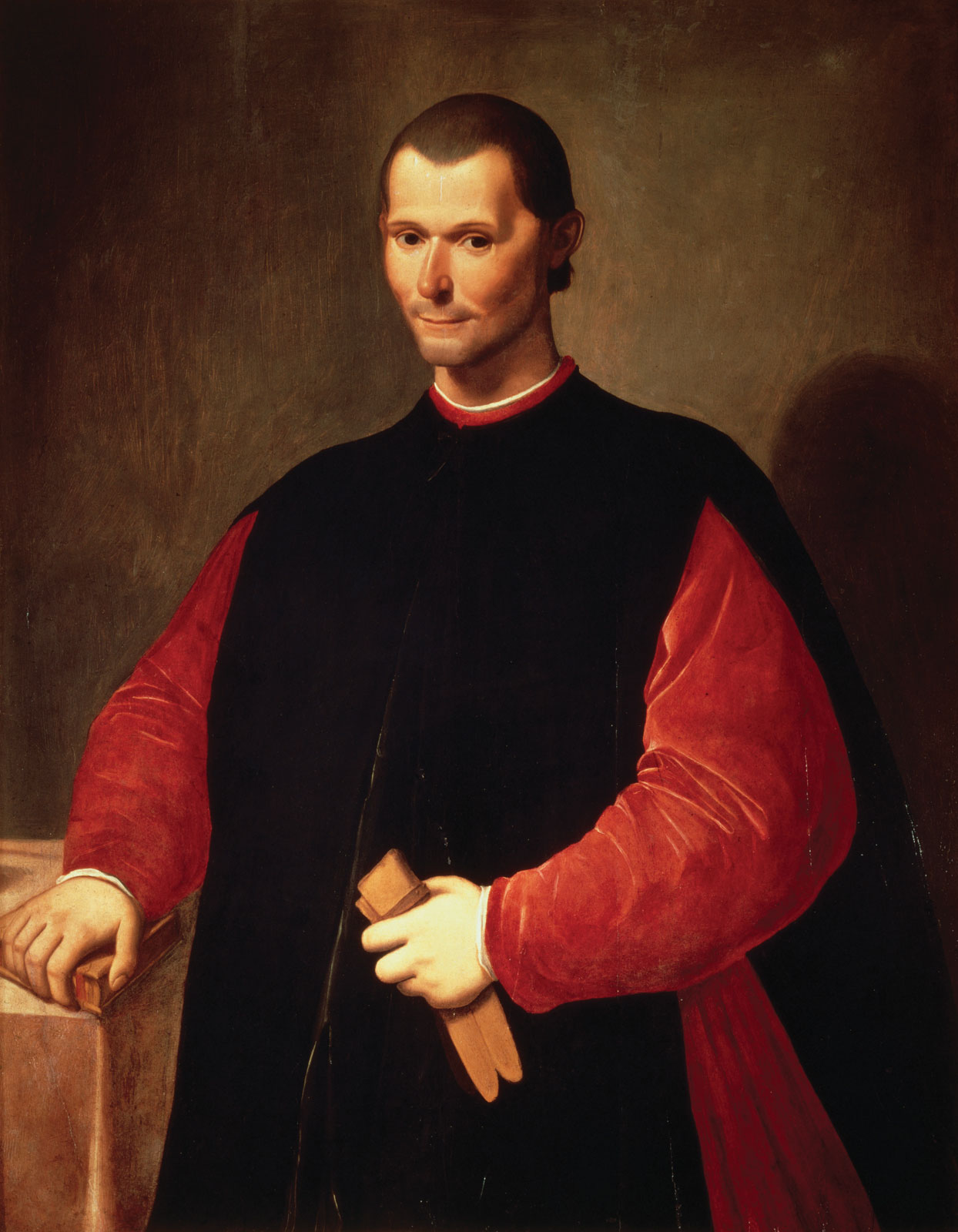
نیکولو ماکیاولی، مؤلف کتاب

گفتارهایی در باب ده کتاب نخست تیتوس لیویوس (به ایتالیایی: Discorsi sopra la prima Deca di Tito Livio) یا به اختصار گفتارها، کتابی است که به‌دست نیکولو ماکیاولی، فیلسوف و نظریه‌پرداز سیاسی ایتالیایی، در ۱۵۲۷ نگاشته شد اما در سال ۱۵۳۱، یعنی چهار سال پس از مرگ مؤلف و به‌همت برناردو جونتی برای نخستین بار و با دریافت امتیازی ویژه از سوی پاپ منتشر گردید.
این گفتارها، چنان‌که از نامشان پیداست، حاشیه‌ها و تفاسیری بر ده جلدِ نخستِ کتابِ از پیدایش روم، اثر تیتوس لیویوس، هستند که می‌خواهند برپایهٔ درس‌های تاریخ روم باستان پایه‌های یک نظریهٔ سیاسی مدرن را پی‌افکنند. با وجود مسلم بودن اهمیت کتاب گفتارها، شهرت این اثر نتوانسته است با شهرت جهانی کتاب شهریار برابری کند، و برای همین کتاب گفتارها کمتر مورد بررسی قرار گرفته است و هرجا نام «ماکیاولی» به‌میان می‌آید، کتاب شهریار به‌خاطر می‌آید. افزون بر این، گفتنی است که ماکیاولی کتاب شهریار را با شتابزدگی نوشته است ولی گفتارها را پس از سه سال کار منظم و جدی نوشته و کوشیده است تا در این کتاب به پرسش‌هایی که در کتاب شهریار مطرح کرده بود پاسخ بدهد. با این وصف، کتاب گفتارها در مرکز تعلیمات سیاسی ماکیاولی قرار دارد و شهریار در مرتبه‌ای پایین‌تر از کتاب گفتارهاست. پژوهندگان زندگی و آثار ماکیاولی برآنند که درک کامل عقاید او بدون خواندن دو کتاب وی، گفتارها و شهریار، امکان‌پذیر نیست. می‌گویند که تفاوت عمدهٔ این دو کتاب در اینست که ماکیاولی در گفتارها «آنچه باید باشد» را و در شهریار «آنچه هست» را بیان می‌کند. گفتارها اصولی را بیان می‌کند که جمهوری‌ها باید سرمشق قرار دهند، شهریار با شاهزاده‌نشین‌ها (ایالاتی که یک دوک آنان را اداره می‌کند) سروکار دارد. از مقایسهٔ این دو کتاب خواننده به این نتیجه می‌رسد که ماکیاولی جمهوری‌خواهی مؤمن بوده و علاقه‌ای به استبداد نداشته و نوع مختلط حکومت سلطنتی و توده‌ای را بهترین نوع حکومت می‌دانسته و ایمان داشته که هیچ حکمرانی بدون پشتیبانی ملت خود در امان نیست. به‌عقیدهٔ وی باثبات‌ترین دولت‌ها آن‌هایی هستند که به‌دست شهریارانی اداره می‌شوند که محدودیت‌های قانون اساسی بر کارشان حکومت می‌کند. به‌نظر ماکیاولی قضاوت مردم صحیح است. حکومت کمال مطلوب او جمهوری روم باستان بود که در این کتاب مکرر از آن یاد می‌کند؛ و او در این کتاب ساختارها و نهادهای سیاسی و قوانین مذهبی و قواعد جنگی و شخصیت بنیان‌گذاران و قانونگذاران این جمهوری را تشریح می‌کند و از قانونگذاران عصر جدید می‌خواهد آثار سیاسی روم قدیم را مورد توجه قرار دهند تا بهتر بتوانند اصول دولت جدید را دریابند.

## ساختار کتاب
کتاب گفتارها دربردارنده سه جلد و ۱۴۲ فصل است (کتاب‌های از پیدایش روم نیز مشتمل‌بر ۱۴۲ جلد هستند). ماکیاولی در این کتاب پیوسته شرح می‌دهد که رومیان باستان و دیگر جمعیت‌های باستانی نمونه‌های ممتاز برای مردم هم‌عصر خود هستند. ماکیاولی این کتاب را به دو تن از دوستان خود، زانوبی بوندل‌مونتی و کوسیمو روچلای، تقدیم کرده است. در جلد نخست ماکیاولی رویدادهای را شرح می‌دهد که وقوع آنها سبب شکل‌گیری منصب کنسول در روم می‌شود. در جلد دوم ماکیاولی تصمیماتی را بازگو می‌کند که اتخاذ آنها سبب گسترش جمهوری روم شد و سرانجام در جلد سوم با بیان اقدامات بزرگان روم باستان شرح می‌دهد که این اقدامات چگونه سبب درخشش این امپراتوری در گذر تاریخ شده‌اند.

### کتاب نخست
از بسیاری جنبه‌ها، مهم‌ترینِ سه کتاب، کتاب نخست، مشتمل‌بر ۶۰ فصل است و به سیاست داخلی می‌پردازد: سازمان دولت، قوانین، و اهمیت دین به‌عنوان ابزاری سیاسی در دست سیاست‌مداران. ماکیاولی حسرتِ دین‌های بت‌پرستی رومی را می‌خورد که شهروند را وادار می‌کردند خود را در دولت حل کند؛ او در عین‌حال آیین عیسوی را نکوهش می‌کند که شهروند را از منافع و علایق اجتماعی و از عشق به میهن جدا می‌کند. آنچه در این کتاب جلب توجه می‌کند، این است که در اندیشهٔ ماکیاولی چگونه مذاهب در چارچوبی کاملاً سودمندگرایانه برای سیاست تفسیر می‌شوند، بی‌آنکه توجهی به صحت یا کذب این مذاهب بکند.

### کتاب دوم
این کتاب از ۳۳ فصل تشکیل شده است و ماکیاولی در آن از سیاست خارجی و نظامیِ روم باستان سخن می‌گوید و باز توجه زیادی به مقولهٔ مذهب می‌کند. همچنین، فضیلت شهروندان را به‌عنوان فاکتوری مهم در پایداری و عظمت دولت روم تلقی می‌کند؛ و بعد بر رابطه‌ای که فضیلت را به بخت (شانس) ارتباط می‌دهد، تمرکز می‌کند و خاطر نشان می‌سازد که در حقیقت رومیانْ فتوحاتشان را نه مدیون شانس که مدیون فضایلشان بودند.

### کتاب سوم
کتاب آخر مشتمل‌بر ۴۹ فصل است و مباحث پراکنده‌ای دارد و از چگونگی بسط روم به‌دست مردان بزرگش، انحطاطش، و بحران‌های حکومت فلورانس سخن می‌گوید. از مهم‌ترین فصل‌های این کتاب، فصل نخست آنست که در آن از مفهوم «بازگشت به اصول اولیه» سخن می‌رانَد. نیز در این فصل از جواز انجام عمل غیراخلاقی و استقلال عمل جنگی از آنِ اخلاقی سخن رفته است.

## خلاصهٔ بخشی از کتاب
ماکیاولی در ابتدای کتاب، ادعا می‌کند «آدمیان بالفطره حسودند و به نکوهش بیشتر می‌گرایند تا به ستایش». سپس از این گزاره نتیجه می‌گیرد که برقرار کردن نظامی جدید یا تألیف قوانین جدید، عملی پرخطر است. استدلال یا ارجاعی در کتاب برای تثبیت این گزاره موجود نیست. سپس نتیجه‌گیریِ ادامهٔ کتاب را هم بدون ارتباط با مقدمهٔ به کار برده شده، بیان می‌کند. از حسود بودن انسان‌ها، به نحوی به سخت بودنِ ساخت حکومت جدید می‌رسد.
او در ادامه، انگیزهٔ انجام کار خود (و احتمالاً انگیزهٔ عموم افراد) را «سازگاری با استعداد طبیعی خود» می‌داند. ماکیاولی، گله‌ای از غفلت مردم نسبت به تاریخِ حکومت‌های قوی می‌کند و می‌خواهد فهمی جدید از تاریخ به مخاطب ارائه کند.
ابتدا تقسیم‌بندی‌ای از شکل‌گیری شهرها ارائه می‌کند: ۱- به دست مردم بومی ۲- به دست مردم بیگانه: الف) مردمی آزاد ب) مردمی وابسته. سپس مطرح می‌کند که ساخت شهر در منطقهٔ کم‌حاصل، باعث می‌شود مردم، سخت‌کوشی پیشه کنند و به بطالت نگذرانند. در کل به نظر می‌رسد که سختی کشیدن را از نکات مهم زندگیِ درست می‌داند. گرچه به این مورد توجه نمی‌کند که ممکن است شرایطِ طبیعیِ سخت، مانع از به نتیجه رسیدنِ کوشش‌ها و در نتیجه، بی‌انگیزه شدنِ مردم شود. او متعاقباً، معتقد بود که باروری زمین و شرایط دلپذیر، افراد را تن‌پرور می‌کند و به بطالت سوق می‌دهد؛ پس باید به وسیلهٔ قانون، افراد را مجبور به ادای تکالیف کرد. در نهایت، این حالت دوم را به عنوان وضعیت مورد قبول خود یاد می‌کند. به نظر می‌رسد که ماکیاولی، به دلایل نامعلومی با راحت بودنِ افراد مشکل دارد. او همواره به دنبال برقراری انضباط و ایجاد روحیهٔ سخت‌کوشی میان مردم است. از نظر او، «قومی نیکبخت است که مردی خردمند، چنان قوانین پایداری برای آنها وضع کند تا مدت‌ها دوام بیاورد». تأکید زیادی روی نظم و دوام و ثبات دارد.
برای بررسی حکومت‌ها، از افراد نامشخصی، دو نوع تقسیم‌بندی نقل می‌کند که نوع دوم، شامل نوع اول هم می‌شود و ماکیاولی خود این نوع را می‌پسندد: ۱- مونارشی ۲- حکومت استبدادی ۳- آریستوکراسی ۴- الیگارشی ۵- دموکراسی ۶- آنارشی که نوع ۲ و ۴ و ۶، ناشی از انحراف و بد شدنِ نوعِ قبل از خود هستند. سپس به تبیینِ روندِ گذار از این حکومت‌ها و تکرار شدنِ چرخه می‌پردازد. ابتدا مردم برای دفاع از خود، دلیرترین فرد را به رهبری برگزیدند. سپس مفاهیمِ نیک و بد به این صورت به وجود آمدند که هر چه که درتعارض با رهبر بود، بد بود و هر چه موافق بود، خوب تلقی می‌شد. نتیجتاً، از روی همین حب و بغض، قوانینی برای کیفر دادن افراد ساخته شد و مفهوم عدالت پیش آمد. وقتی سر و کار افراد، با قانون و عدالت باشد، به جای فردِ دلیر، به فردِ خردمند احتیاج خواهیم داشت سپس روندی را بیان می‌کند که حاکم، در طول زمان منحرف می‌شود و لجام گسیخته می‌شود (استبداد)، پس افراد دیگری حکومت را به دست می‌گیرند (آریستوکراسی) ولی همان‌ها نیز باز منحرف شده (الیگارشی) و جای خود را به حکومت مردم (دموکراسی) می‌دهند. در نهایت آنارشی پدید می‌آید و مردم متوسل به یک فردِ به ظاهر خردمند می‌شوند «همهٔ دولتها این دایره را پیموده و هنوز می‌پیمایند؛ ولی به ندرت پیش می‌آید به شکل حکومت آغازین خود بازگردند؛ زیرا به ندرت دولتی پیدا می‌شود که بتواند زمانی دراز این دگرگونیها را تحمل کند و از پای در نیاید». به نظر می‌رسد که ماکیاولی، صرفاً به یک مدل‌سازیِ ذهنی روی آورده. این روندی که بیان می‌کند را آیا از بررسیِ تمامِ دولت‌های تاریخ به دست آورده؟ این‌ها به نظر مدل‌هایی هستند برای تبیینِ عقلانیِ پدیدهٔ حکومت.
ماکیاولی راه حلی برای برون رفت از این چرخه پیشنهاد می‌دهد. این که ترکیبی از همهٔ این انواع را به کار ببریم او با مثال زدن از اسپارت و روم، بیان می‌کند که باید میان سه چیز، موازنه برقرار کرد: ۱- دولت ۲–اشراف ۳- مردم او وضعیت مطلوب را در برقراری عدالت و برابری در قدرت داشتنِ این سه نهاد می‌داند.